# Bělčice
Bělčice är en stad i Tjeckien.   Den ligger i regionen Södra Böhmen, i den centrala delen av landet, 80 km sydväst om huvudstaden Prag. Bělčice ligger 523 meter över havet och antalet invånare är 991.
Terrängen runt Bělčice är platt åt sydost, men åt nordväst är den kuperad. Runt Bělčice är det ganska glesbefolkat, med 34 invånare per kvadratkilometer. Närmaste större samhälle är Březnice, 8,2 km nordost om Bělčice. I omgivningarna runt Bělčice växer i huvudsak blandskog.